# Буршье, Хамфри (рыцарь)
Хамфри Буршье (англ. Humphrey Bourchier; погиб 14 апреля 1471 года при Барнете, Хартфордшир, Королевство Англия) — английский аристократ, единственный сын и наследник Джона Буршье, 1-го барона Бернерса, и Марджори Бернерс, по женской линии потомок младшего из сыновей короля Эдуарда III. Был женат на Элизабет Тилни, дочери сэра Фредерика Тилни и Элизабет Чейни. В этом браке родились сын Джон и две дочери, Анна (жена Томаса Файнса, 8-го барона Дакра) и Маргарет. Хамфри участвовал в Войнах Алой и Белой розы на стороне Йорков, погиб при жизни отца в битве при Барнете. Его сын спустя три года стал 2-м бароном Бернерс.